# Albert Guinchard
Albert Guinchard (1914. november 10. – 1971. május 19.) svájci labdarúgóhátvéd.

## Pályafutása
Albert Guinchard 1914-ben született, pályafutása során a Servette labdarúgója volt. A svájci válogatottban 1934-ben mutatkozott be és tizenkét alkalommal viselte a címeres mezt. Részt vett az 1934-es labdarúgó-világbajnokságon és az 1938-as labdarúgó-világbajnokságon. 1971 május 19-én hunyt el, 56 éves korában.